# Eshanosaurus
Eshanosaurus (лат.) — вымерший род динозавров из раннего юрского периода. Род включает единственный вид Eshanosaurus deguchiianus, известный только по кости нижней челюсти, найденной в Китае. Животное может являться теризинозавром (Therizinosauria), что делает его древнейшим представителем целурозавров.

## Открытие и этимология
Типовой вид Eshanosaurus deguchiianus был описан Сюй Сином и коллегами в 2001 году. Родовое название происходит от локации, где был найден образец (Эшан). Видовое название дано в честь Хикару Дегучи, который когда-то убедил Сюя изучать динозавров. Голотип, состоящий из трёх фрагментов окаменевших левой нижней челюсти и зубов, был извлечён из Dull Purplish Beds в нижних отложениях формации Люфень в провинции Юньнань и датирован геттангским веком. Образец находится в коллекции Института палеонтологии позвоночных и палеоантропологии в Пекине, где каталогизирован под номером IVPP V11579.

## Классификация

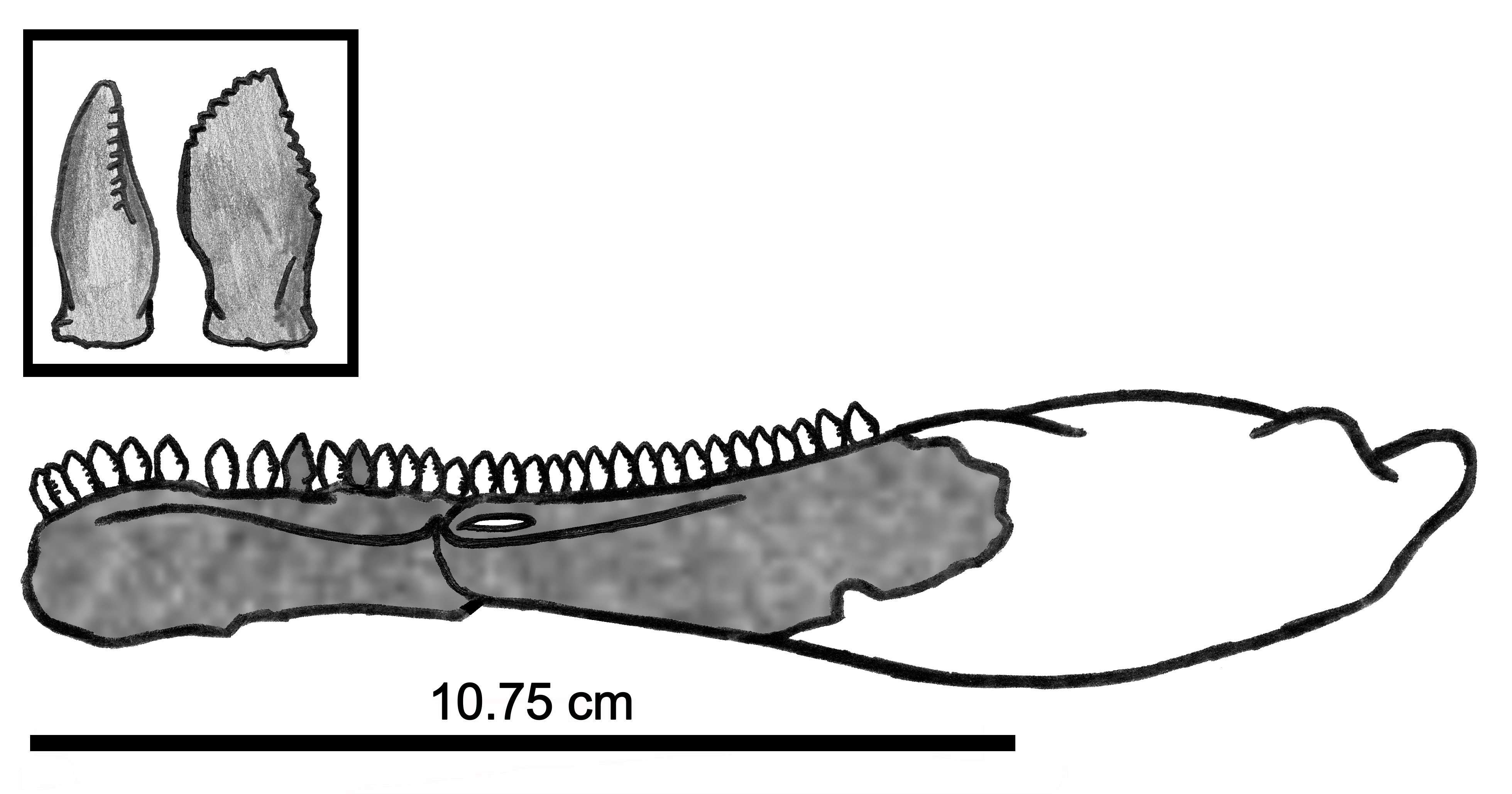
Диаграмма голотипа

Авторы описания окаменелости классифицировали Eshanosaurus как представителя Therizinosauroidea на основе шести различных характеристик челюсти и зубов, что сделало это животное древнейшим целурозавром, манираптором, жившим задолго до археоптерикса и за 60 миллионов лет до неспорных базальных теризинозавров, таких как фалкарий (Falcarius) и бэйпяозавр (Beipiaosaurus). Кладистический анализ не был проведён и авторы «умозрительно» объявили Eshanosaurus самым базальным из известных теризинозавроидов. Поскольку такая интерпретация создаёт необычайно широкий временно́й пробел или призрачную линию в палеонтологической летописи целурозавров и теризинозавров, некоторые учёные выразили сомнения в том, что Eshanosaurus является теризинозавроидом. Джеймс Киркланд и D. G. Wolfe, описывая нотрониха (Nothronychus) в своей публикации 2001 года, обратили внимание, что у зубов Eshanosaurus есть медиальный гребень, характерный только для прозавропод или базальных завроподоморф. Сюй и коллеги, однако, рассмотрели вероятность того, что Eshanosaurus был прозавроподом, заметив, что образец был найден под множеством окаменелостей люфенгозавра (Lufengosaurus) — прозавропода, чья нижняя челюсть по форме очень напоминает челюсть теризинозавров. Авторы пришли к выводу, что этот экземпляр является раннеюрским теризинозавроидом, проверив также возможность версии с завроподоморфами настолько строго, насколько это возможно, используя сравнительный метод: были обнаружены шесть характеристик, сближающие Eshanosaurus с теризинозаврами и исключающие прозавропод.
В 2009 году Пол Барретт в своей публикации вновь рассмотрел вопрос классификации Eshanosaurus. Барретт детально рассмотрел типовой образец, отмечая шесть черт, присущих теризинозаврам и отсутствующим у прозавропод. В результате Барретт согласился с первоначальной версией, по которой Eshanosaurus является теризинозавром, и что присутствие этого животного в раннеюрских отложениях имеет важные последствия для истории эволюции целурозавров, особенно с учётом того, как много их окаменелостей ещё скрыто в обнаруженном временно́м пробеле.